# کارل شیزکه

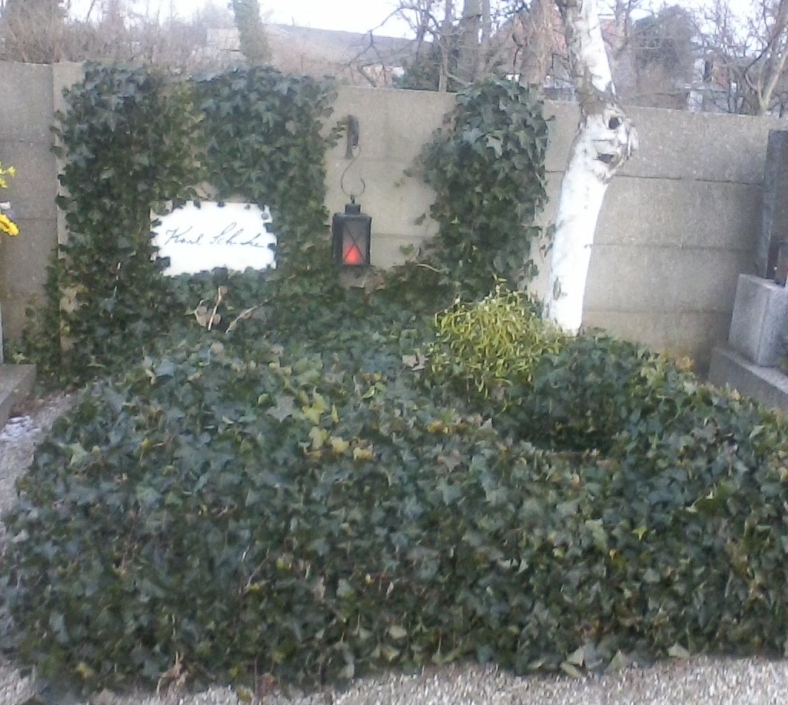
آرامگاه ابدی کارل شیزکه در انبوهی از بوته های سبز

کارل شیزکه (انگلیسی: Karl Schiske; ۱۲ فوریهٔ ۱۹۱۶ – ۱۶ ژوئن ۱۹۶۹) آهنگساز، استاد دانشگاه، و مربی موسیقی اهل اتریش بود.

## زندگی
شیزکه در مجارستان که در حال حاضر مجارستان غربی است و در آن زمان هنوز جزئی از سلطنت دانوب بود، در گیر متولد شد. در سال ۱۹۱۹، خانواده او برای اولین بار به اتریش و در سال ۱۹۲۳ به وین نقل مکان کردند.
از سال ۱۹۳۲ درس‌های آهنگسازی را از ارنست کانیتز، دانش آموز فرانتس شرکر دریافت کرد و در سال ۱۹۳۹ امتحان نهایی را در زمینه آهنگسازی در دانشگاه موسیقی وین به عنوان دانشجوی خارجی گذراند. علاوه بر این، وی در دانشگاه وین در زمینه موسیقی، تاریخ هنر، فلسفه و فیزیک تحصیل کرد و در سال ۱۹۴۲ دکترای خود را در مورد استفاده از ناهماهنگی در سمفونی‌های بروکنر دریافت کرد.